# サトウヒロコ
サトウ ヒロコ（1981年12月8日 - ）は、日本のシンガーソングライター、作曲家。栃木県下都賀郡壬生町出身・在住。旧名義は佐藤ひろこ。

## 来歴
1981年（昭和56年）、栃木県に生まれる。高校2年生だった1998年（平成10年）、単身で上京。埼玉県川越市のJR川越駅前で目にした路上ライブをきっかけにギターを手にし、歌手への道を歩み始める。12月にスカウトされ、1999年（平成11年）12月に歌手デビュー（インディーズ）。2004年（平成16年）の楽曲『愛が私を救ってくれるの』は、テレビドラマ『Deep Love』（テレビ東京系）の主題歌に採用された。歌手として順調に活躍の場が広がりを見せる一方、自身は実力が追いつかないと苦悩し、自責の念に駆られる日々もあったという。2008年1月、約10年暮らした東京より、故郷の壬生町へ移住した。
2011年（平成23年）10月3日、出身地である栃木県下都賀郡壬生町から「かんぴょう大使」に任命される。
2013年（平成25年）2月11日、芸名を佐藤ひろこからサトウヒロコへ改名。
同年2月14日、栃木県知事よりとちぎ未来大使の委嘱を受けた。2018年（平成30年）1月5日には、「壬生・ふるさと夢大使」に就任した。
2019年（平成31年）2月15日、2022年開催予定のいちご一会とちぎ国体の公式イメージソング歌唱者に選ばれた。チェリオ・ライフガードCMの音楽を歌唱。
2020年（令和2年）3月10日付で、吉本興業とマネージメント契約を締結、吉本興業所属ミュージシャンとなった。

## 作品

### シングル
- 『17』 - 1999年12月18日、Knockers Recordsより発売（規格品番：KXCK-1018）[11]。
- 『愛が私を救ってくれるの』 - 2004年12月15日発売（インディーズ）[12]。
- 『流星』 - 2020年1月29日発売[注釈 1]。

### アルバム
- 『FREE SPIRITS』 - 2005年8月5日、Break Throughより発売（規格品番：BTRA-0004）[11]。
- 『RUN!』 - 2013年6月5日発売[注釈 2]（規格品番：SHCD-0002）[11]。
- 『キセキ』 - 2013年6月5日、FLY HIGH RECORDSより発売（規格品番：VSCF-1747）[11]。
- 『桜フル』 - 2016年2月10日、Yotsuba Recordsより発売（規格品番：BCSSH-0001）[11]。
- 『雪フル』 - 2016年2月10日、Yotsuba Recordsより発売（規格品番：BCSSH-0002）[11]。

### その他
- 『かんぴょうのうた』[4] 2012年3月31日 壬生町より枚数限定でシングルCD発行[3][注釈 3][注釈 4]
- SKE48『仲間の歌』 - 作曲[13]。
- 配信限定　『小さなタネ』2022年8月8日　よしもとミュージック　配信リリース

## 出演

### テレビ
- インターネットテレビ・あっ!とおどろく放送局『Baby Sugar Time』（2005年10月 - 2007年3月）[3]
- インターネットラジオ Care-Fit WEB STATION Kizzna オンデマンド5チャンネル e-SQUARE 『佐藤ひろこの独り上手」（2009年1月 - 2011年4月）[3]
- ミュージックバード 『日本を元気に!「ちょーサトウヒロコ」』毎週火曜日2:00〜3:00（2013年10月 - 2017年9月2日）[3][14]
- 『東京動画』東京都のオフィシャルサイト内の東京都を宣伝する動画に出演（2019年 2月）。
- とちぎテレビ
  - 『イブ6プラス』月曜〜金曜 17:59〜19:00　第2、4週 木曜日のレギュラーゲスト出演。（2019年 4月 - ）
  - 『満喫!とちぎ日和』本放送 月曜19:30〜 再放送 木曜20:00～ ■東京MXテレビ(MX2)土曜07:45～ ■群馬テレビ 土曜10:45～ ■KBS京都 日曜11:30～（2019年 4月 - ）
  - 魅せます!とちブラ～とちぎブランド・ぶらり～　リポーター出演。

#### ラジオ番組
- CRT栃木放送
  - 『佐藤ひろこ de SHOW』毎週日曜日23:00より（2008年4月 - 2011年4月）[3]
  - 『Rock On サトウヒロコの「Sugar Time」』毎週火曜日20:50～21:00（2013年10月 - 2016年3月）[3]
  - 『ヒロコとだいじのとちぎ偉人変人伝』毎週木曜19:00〜19:30（2018年4月 - 2019年3月）[3]
  - 『サトウヒロコ de SHOW Neo!』毎週日曜日20:00～20:30（2019年4月 - ）
- エフエム栃木
  - 『サトウヒロコの言葉の授業』毎週木曜日21:30～21:45（2016年11月3日 - 2018年3月29日）[15][16]
  - 『サトウヒロコの即興ソングブック』毎週水曜日20:55〜21:00（2018年4月 - 2019年3月）[3]
  - 『サトウヒロコの迷言ブック』毎週水曜日20:55〜21:00（2019年4月 - ）